# R. C. Thielemann
Raymond Charles Thielemann (* 12. August 1955 in Houston, Texas) ist ein ehemaliger US-amerikanischer American-Football-Spieler auf der Position des Guards. Er spielte neun Jahre bei den Atlanta Falcons und vier Jahre bei den Washington Redskins in der National Football League (NFL).

## Frühe Jahre
Thielemann spielte Collegefootball auf der University of Arkansas.

## NFL

### Atlanta Falcons
Thielemann wurde im NFL-Draft 1977 in der zweiten Runde an 36. Stelle von den Atlanta Falcons ausgewählt. Hier spielte er bis nach der Saison 1984. 1981, 1982 und 1983 wurde er in den Pro Bowl gewählt. Insgesamt absolvierte er 114 Spiele für die Falcons.

### Washington Redskins
Zur Saison 1985 wechselte er zu den Washington Redskins, mit denen er nach der Saison 1987 den Super Bowl XXII erreichte, welcher mit 42:10 gegen die Denver Broncos gewonnen wurde. Nach der Saison 1988 beendete er seine NFL-Karriere.

## Privates
Thielemann ist verheiratet und hat zwei Töchter.